# شهرستان پیکوای (اوهایو)
شهرستان پیکوای، اوهایو (به انگلیسی: Pickaway County, Ohio) یک سکونتگاه مسکونی در ایالات متحده آمریکا است که در اوهایو واقع شده‌است.